# (73680) 1989 SP10
(73680) 1989 SP10 – planetoida z pasa głównego asteroid okrążająca Słońce w ciągu 3,4 lat w średniej odległości 2,26 j.a. Odkryta 28 września 1989 roku.